# Anuropodione megacephalon
Anuropodione megacephalon är en kräftdjursart som beskrevs av Clements Robert Markham 1973. Anuropodione megacephalon ingår i släktet Anuropodione och familjen Bopyridae.
Artens utbredningsområde är Mexikanska golfen. Inga underarter finns listade i Catalogue of Life.